# Stepparbeit

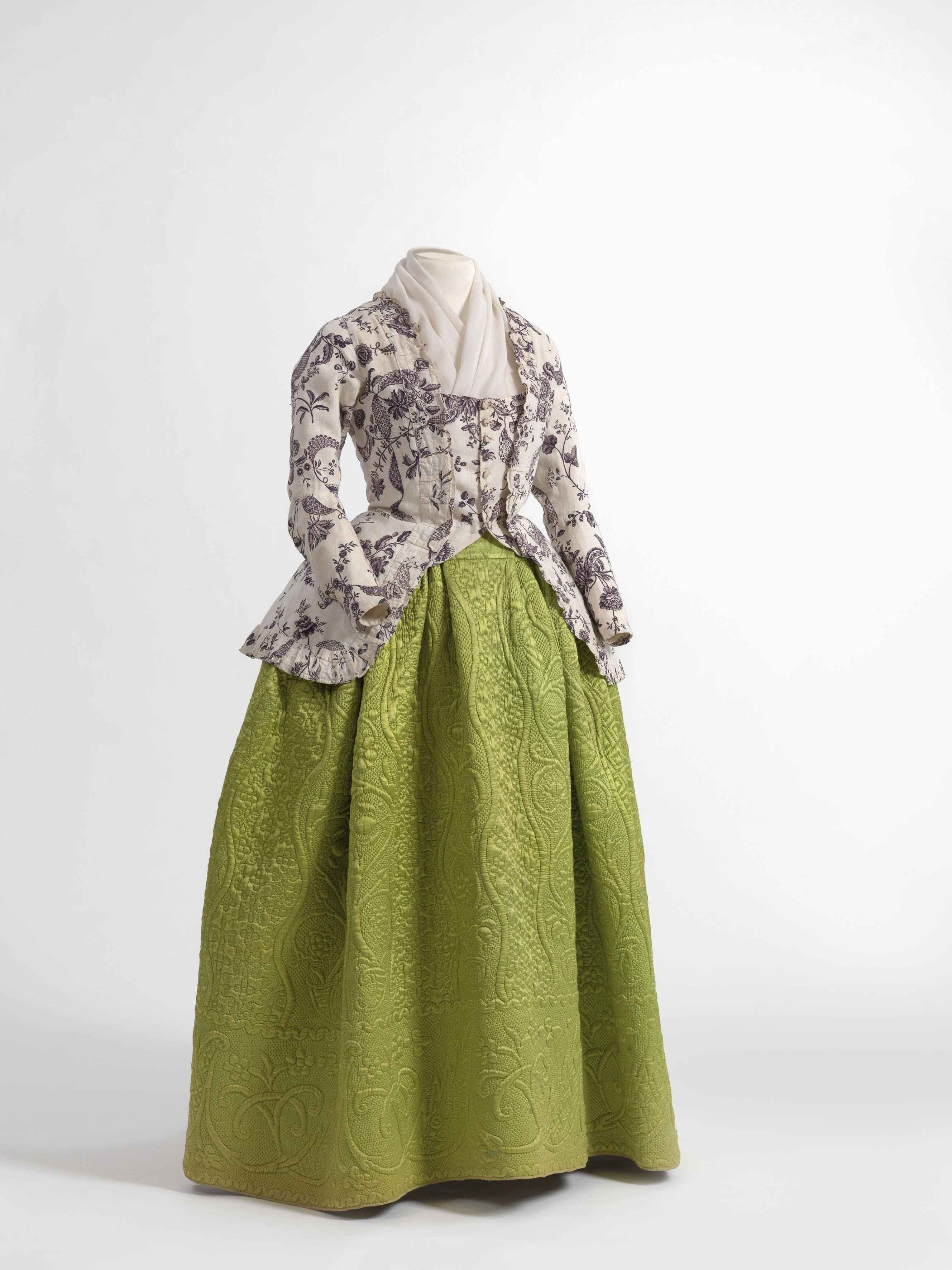
Damenkostüm, England, um 1770–1790, gesteppte Seide. Mode-Museum Antwerpen.

Als Stepparbeit oder kurz Steppen bezeichnet man eine textile Arbeitstechnik, bei der zwei Flächen aus organischem Material, meist Gewebe, aber auch Filz oder Leder, mit oder ohne Einlage, durch Nähen oder Sticken aufeinandergeheftet werden.

## Geschichte
Für die Entwicklung des Steppens sind sowohl funktionale als auch dekorative Gründe maßgebend gewesen.
Als eines der Entstehungsgebiete wird Zentral- und Ostasien vermutet. Hier sind gesteppte Textilien des 4. bis 3. Jahrhunderts v. Chr. in Gräbern gefunden worden. Bis heute hat sich in China und der Mongolei die Tradition bei der Anfertigung von wärmenden Kleidern und Decken erhalten. Die ältesten Nachweise für ihren Gebrauch sind Bildquellen aus Ägypten (4. Jahrtausend) und Mesopotamien (3. Jahrtausend). Auch in der klassischen Antike wurden gesteppte Hemden als Schutzbekleidung oder als druckminderndes Kleidungsstück unter metallenen Rüstungen getragen.
Diese Verwendung ist in bildlichen Quellen des europäischen Mittelalters deutlicher und zuverlässiger zu verfolgen. Gesteppte Hemden und Röcke wurden schon um 1250 als Polsterung unter den eisernen Kettenhemden und Beinschienen getragen, später waren die darüber getragenen gesteppten Wämser wohl auch mit Leder und eisernen Plättchen benäht und begegnen immer wieder in Darstellungen von Kampfhandlungen, angefangen mit dem Teppich von Bayeux. Nach etwa 1330 erscheinen Stepptechniken auf der militärischen und zivilen Kleidung in vielfältig dekorativ abgewandelten Mustern. Viele Rittergrabmäler des 14. Jahrhunderts zeigen einen deutlichen Wechsel der Schutzbewaffnung und der besonderen Rolle gesteppter Kleidungsstücke darin. Bis zum Ende des Mittelalters nimmt die erzählerische Anreicherung der Passionsaltäre weiter zu und bietet mit zahlreichen Kriegerdarstellungen auch reiches Anschauungsmaterial zu den gesteppten Kleider- und Rüstungsteilen jener Zeit.
Im Gegensatz zur Entwicklung im Fernen Osten oder in Afrika spielen Stepptechniken in der neuzeitlichen Schutzbewaffnung europäischer Krieger keine entscheidende Rolle mehr, sind in der übrigen Bekleidung aber immer wieder nachweisbar, als Winterkleidung der unteren Klassen und mit aufwändigen, modischen Dekorformen in der Oberschichtmode.
Eine ganz eigene Tradition von Stepparbeiten, vornehmlich an Decken und Kissen, hat sich in den angelsächsischen Ländern mit dem quilting entwickelt, siehe dazu den Hauptartikel →Quilt.
In der zweiten Hälfte des 20. Jahrhunderts fanden Stepparbeiten verstärkt Eingang in Damenmode und Sportbekleidung.

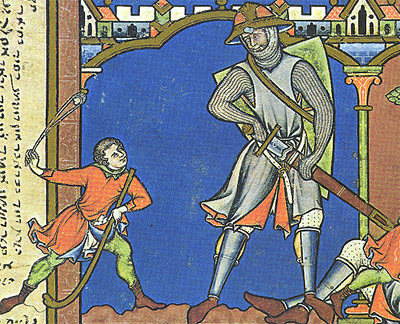
David und Goliath mit gesteppten Beinkleidern, die unter der Rüstung getragen wurden. Buchmalerei aus der Maciejowski-Bibel, um 1250
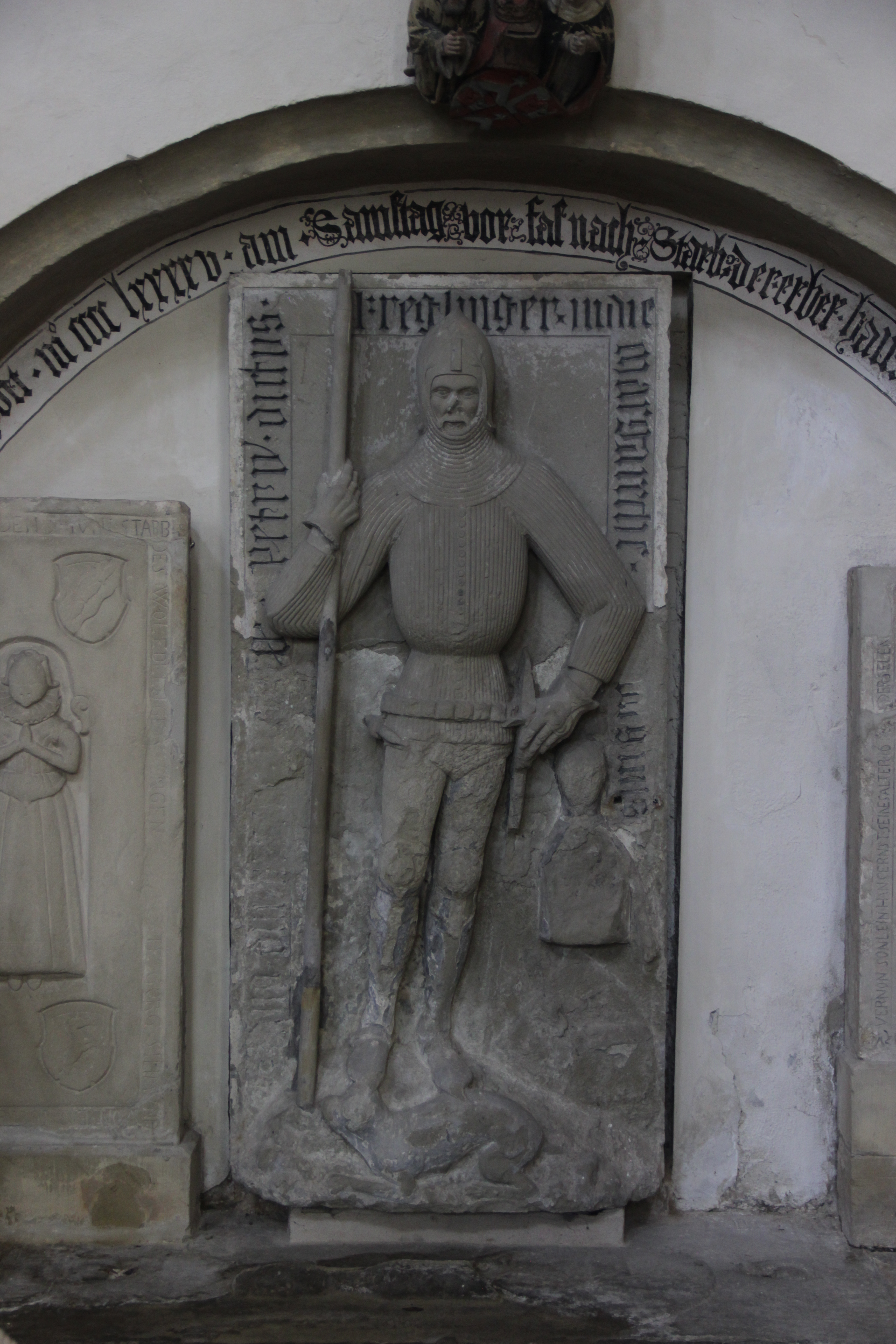
Über dem Harnisch getragenes Wams mit schmalen Steppnähten auf dem Epitaph des P.Creglinger († 1365), Rothenburg o.d.T., Franziskanerkirche
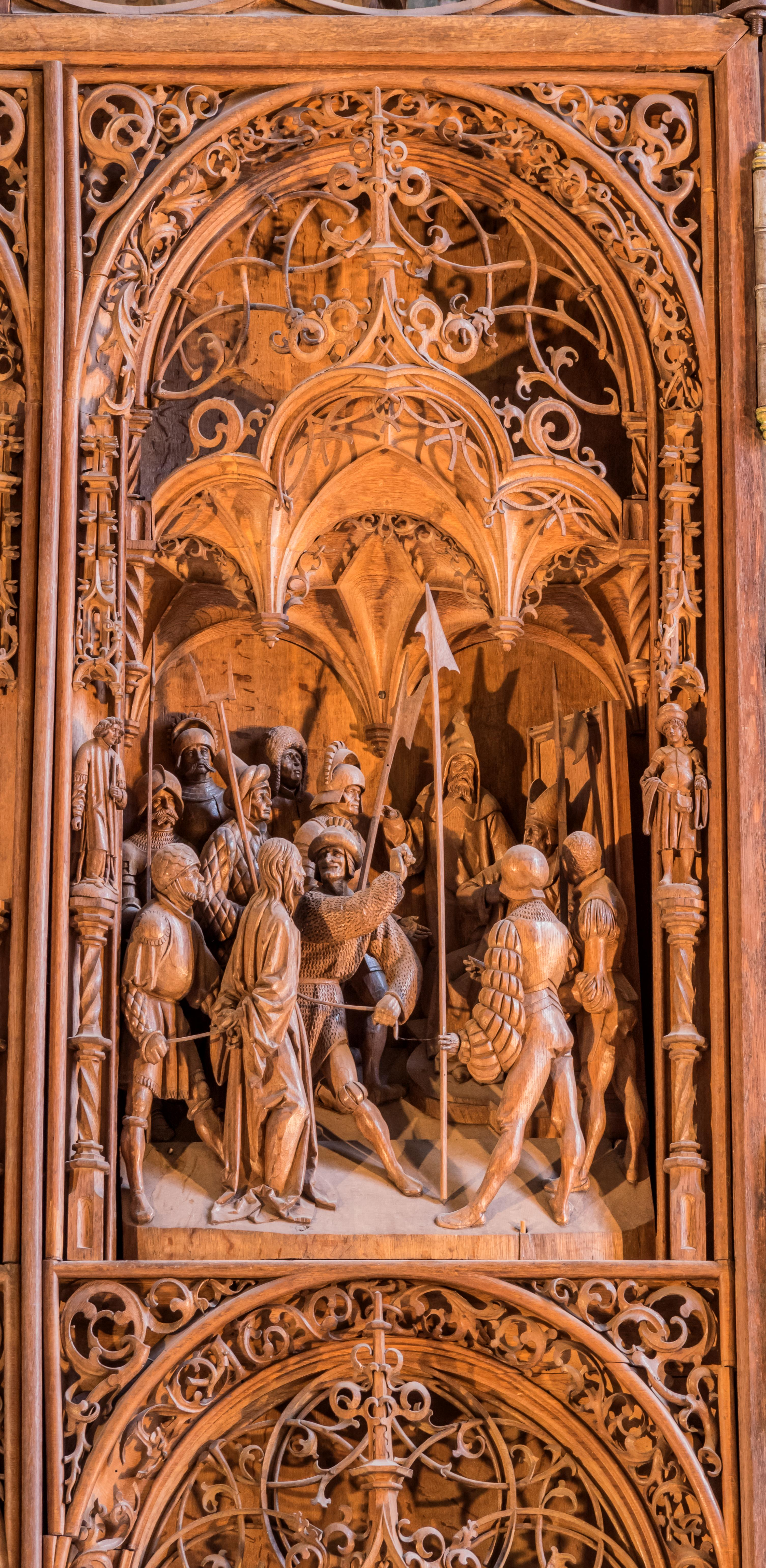
Zwei verschiedene Steppmuster auf den Waffenröcken der Soldaten bei der Gefangennahme Christi aus dem Bordesholmer Altar, Schleswiger Dom, 1521
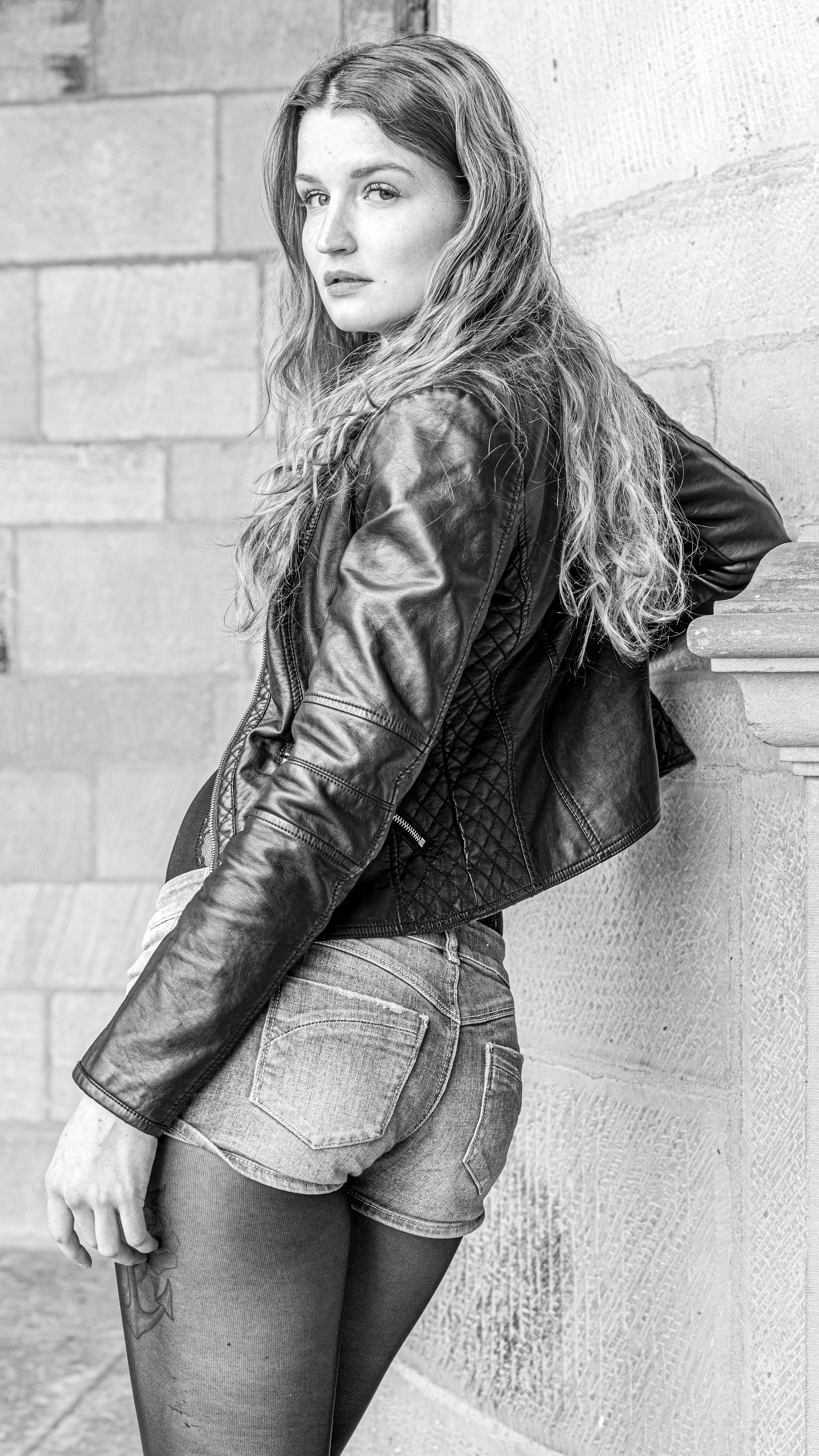
Moderne einfache Steppung im Rücken einer Lederjacke